# كوروغلو
أسطورة كوروغلو ((بالأذرية: Koroğlu dastanı - کوروجلو حماسه سی) هي سيرة بطولية لشخصية تتصف بالشجاعة يتناقلها التراث الشفهي للشعوب التركية وخصوصا أتراك الأوغوز.

## الصور

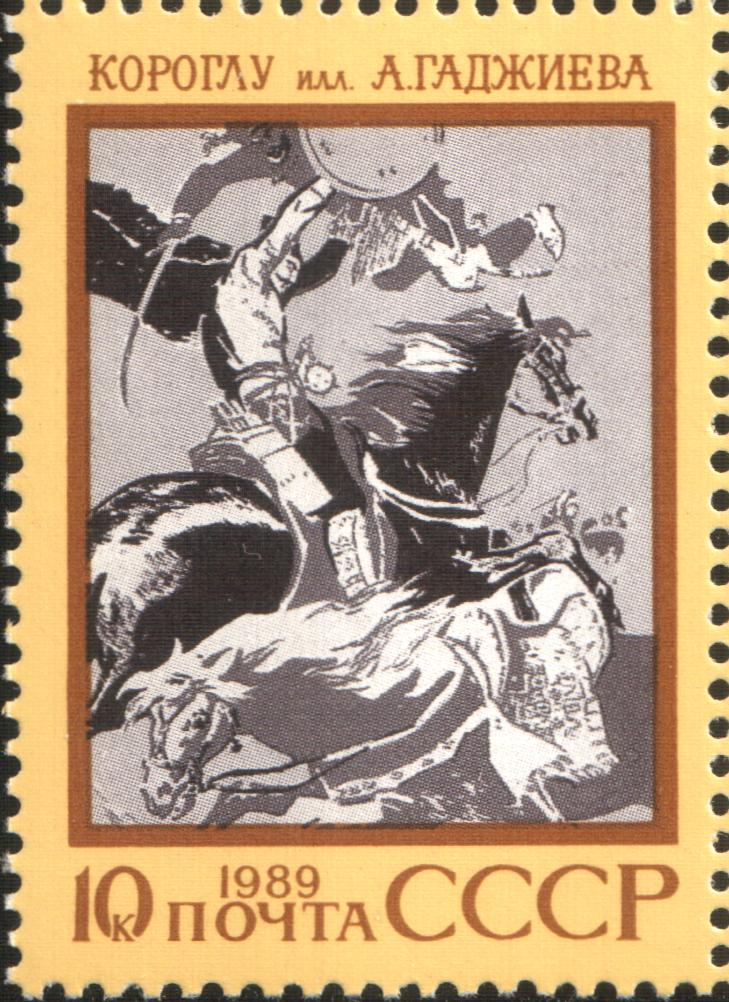
طابع صادر عن الاتحاد السوفيتي سنة 1989 يصور أسطورة كوروغلو
نصب كوروغلو في باكو عاصمة أذربيجان
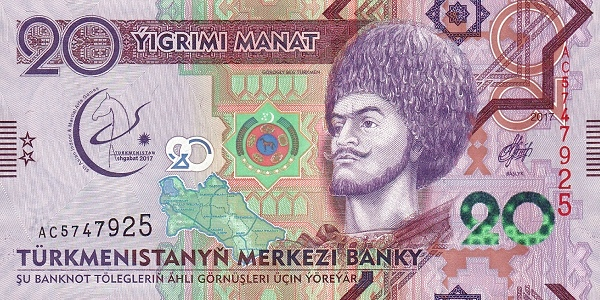
ورقة نقدية من تركمانستان فيها صورة كوروغلو
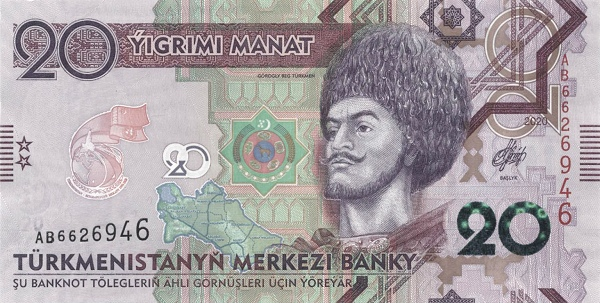
ورقة نقدية من تركمانستان فيها صورة كوروغلو
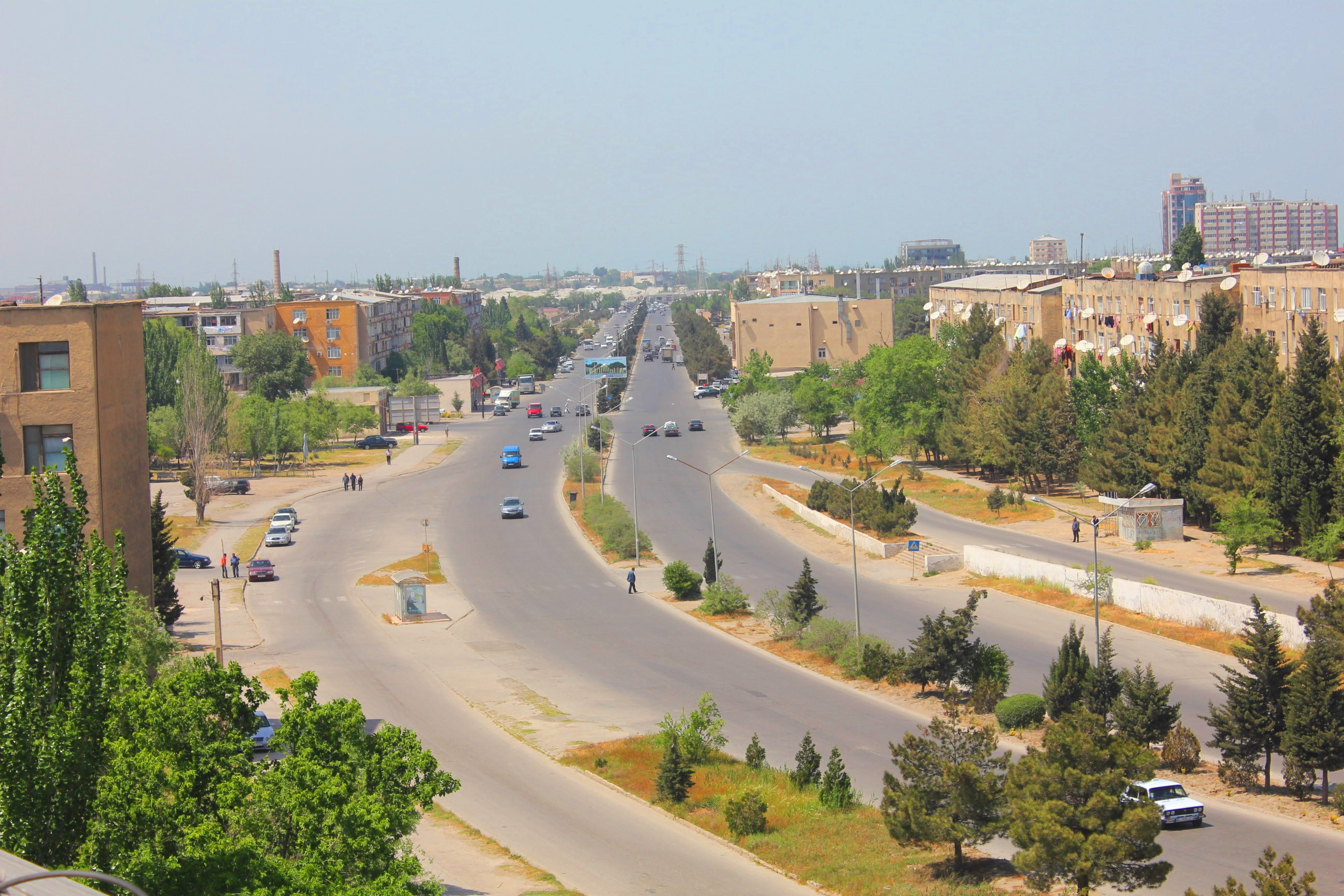
شارع كوروغلو في سومقاييت في أذربيجان